# Парк Оверал
Парк Оверал (енгл. Park Overall; Гринвил, Тенеси, САД, 15. март 1957) је америчка глумица.